# Ladislav Haškovec
Ladislav Haškovec (18. května 1866, Bechyně – 16. ledna 1944, Praha) byl český lékař, profesor neuropatologie na Univerzitě Karlově v Praze. V roce 1905 založil první neurologické oddělení v Čechách (v Praze Na Františku), v roce 1926 kliniku pro choroby nervové na Lékařské fakultě Univerzity Karlovy. Jeden ze zakladatelů československé neurologie. Jeho bratr byl profesor PhDr. Prokop Miroslav Haškovec, romanista a překladatel.

## Studium a začátky praxe
Ladislav Haškovec vystudoval gymnázium v Jindřichově Hradci, promoval roku 1891 na lékařské fakultě UK v Praze. Praxi začínal již při studiu, v laboratoři Národního muzea, kde se věnoval kraniologii – vědě, zabývající se morfologickým popisem lebky. V roce 1890–1891 byl demonstrátorem Patologicko-anatomického ústavu a současně pracoval jako externí lékař na II. interní klinice u prof. E.Maixnera. Chtěl se věnovat interně, ale nastoupil (1892) jako asistent na psychiatrickou kliniku a začal se věnovat neuropatologii. Získal stipendium lékařské fakulty a v roce 1892–1893 pracoval na tehdy nejslavnější klinice pro choroby nervové – na klinice prof. Charcota v Paříži , kde se seznámil s osobnostmi francouzské neurologie. Zde začal své významné práce o štítné žláze.

## Základy nového pracoviště
L. Haškovec byl prvním docentem v oboru neuropatologie(1896). Navštívil kliniky a ústavy pro nervové a duševní choroby v Moskvě, Varšavě, Budapešti, Krakově, Vídni, Lipsku, Vratislavi, Mnichově, Curychu, Bělehradě, Berlíně. V roce 1903 byl jmenován soudním znalcem v oboru chorob nervových a duševních u zemského soudu v Praze. Ke své vědecké práci neměl MUDr. Haškovec vždy vhodné prostředí a proto se neustále snažil o založení samostatné neurologické kliniky. V roce 1905 zřídil malé oddělení pro choroby nervové v nemocnici Milosrdných bratří v Praze Na Františku, kde byl primářem (do 1915). Mimořádným profesorem se stal roku 1906, řádným v roce 1919. Po zrušení oddělení ordinoval v ambulanci pro nervové nemoci umístěné v laryngologickém ústavu. V roce 1919 dosáhl zřízení ambulatoria pro nervové nemoci v Kaulichově domě na Karlově náměstí, které se po sedmi letech – jako jádro nové neurologické kliniky – přestěhovalo na chorobince Na Karlově. V letech 1925–1926 byl prof. Haškovec děkanem lékařské fakulty UK a pak přednostou neurologické kliniky (do 1936).

## Dílo a jeho ocenění
Prof. Haškovec při své průkopnické práci dovedl českou neurologii postavit hned zpočátku na vysokou úroveň a pojímal neurologii velice široce spolu s endokrinologií a pseudoneuropsychiatrií. Přispěl k popisu četných nervových nemocí, které v odborné literatuře nesou jeho jméno, např.roku 1904 první pozoroval a popsal běžný vedlejší účinek, který se objevuje při léčbě neuroleptiky. Název akathisie je dodnes užíván v různých podobách (acathisis, akathsie, akatizie) na celém světě. Zabýval se také antropologií, fyzioterapií, prevencí neuróz a duševní hygienou i dětskou neurologií. V roce 1904 založil časopis Revue v neurologii a psychiatrii, který redigoval a z velké části vlastním nákladem udržoval až do roku 1936 (pak jako pokračování začala vycházet Česká neurologie a psychiatrie). Udržoval styky se zahraničím, zejména s francouzskými neurology a slovenskými lékaři,zúčastnil se mnoha zahraničních lékařských sjezdů. Byl členem našich i zahraničních lékařských společností a nositelem několika řádů.
Zemřel roku 1944 a byl pohřben na Olšanských hřbitovech.

## Dílo
- Lékařské vysvědčení před sňatkem: sbírka dokumentů doby (1928) [7]
- Spastické obrny dětské a choroby jim příbuzné (1899) [8]
- Všeobecná symptomatologie a diagnostika chorob nervových